# Adolf Eltzner

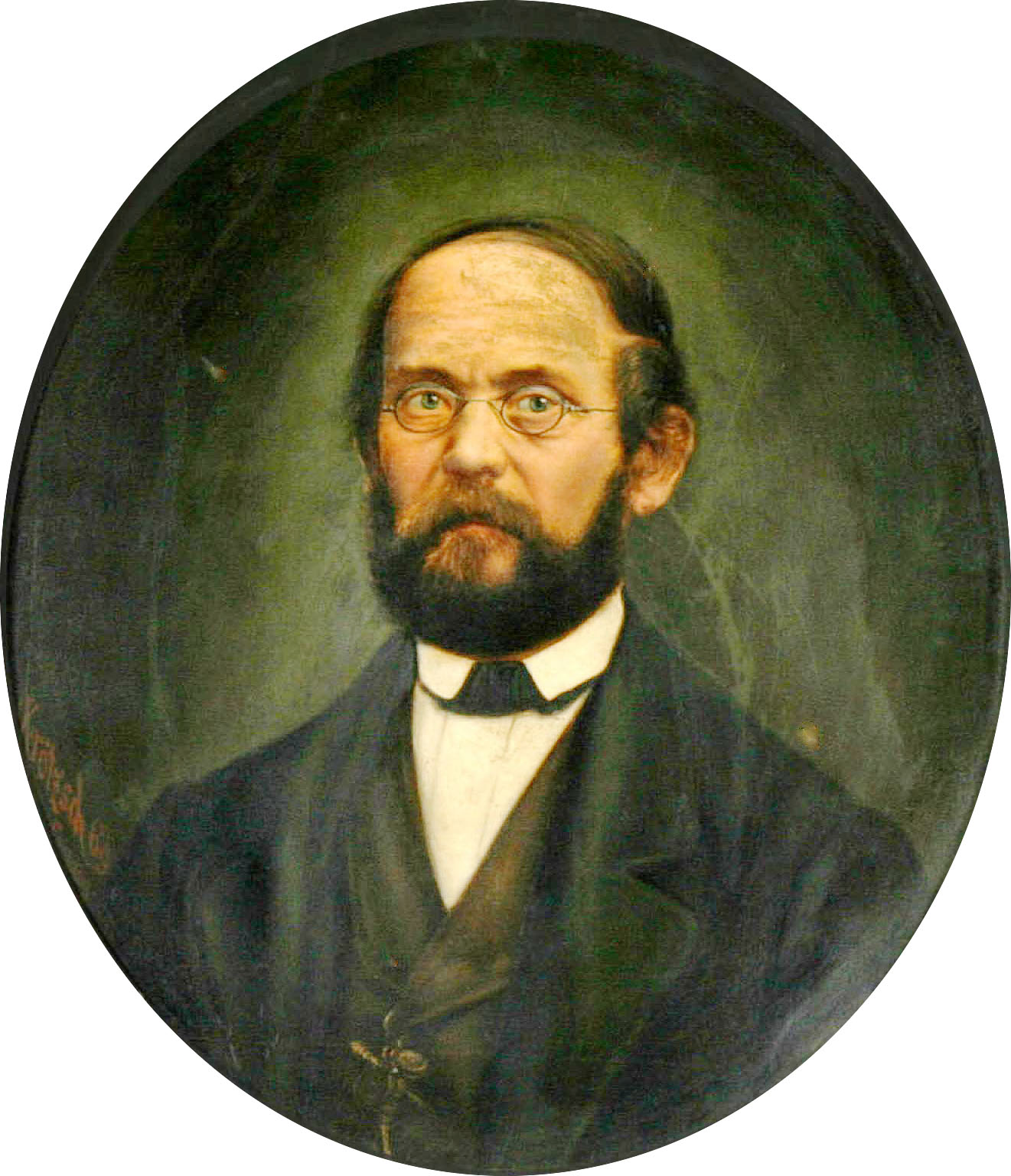
Adolf Eltzner (1869)

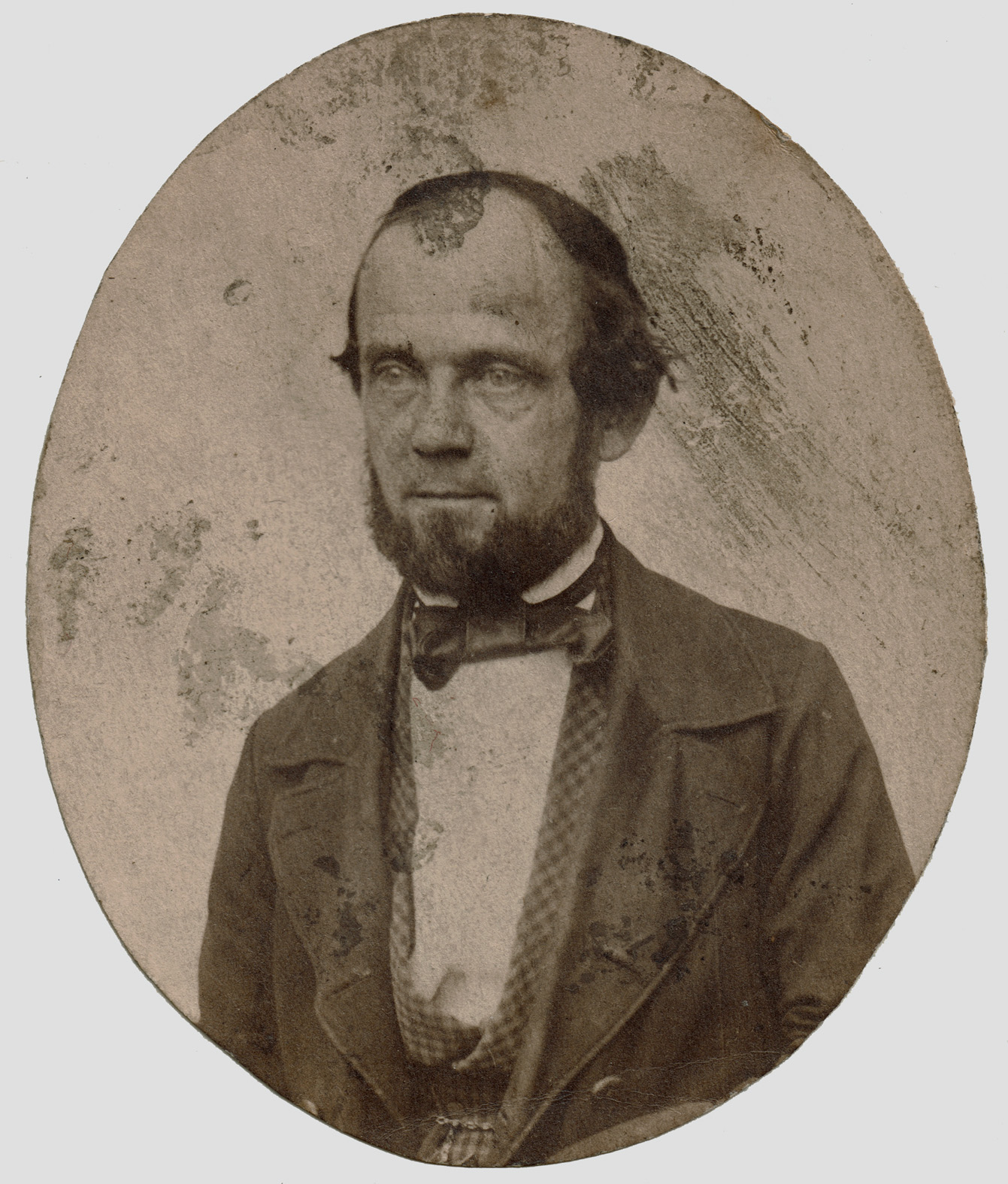
Fotografie Adolf Eltzners (Selbstporträt), um 1880

Christian Adolf Eltzner (* 26. Juni 1816 in Leipzig; † 6. September 1891 ebenda) war ein deutscher Kupfer- und Stahlstecher, Zeichner und Fotograf.

## Leben
Eltzner war der Sohn des Lohgerbermeisters Johann Christian Eltzner (1786–1849). Er erlernte zunächst den Beruf eines Zimmermanns, bereiste ab 1836 als Geselle viele Städte in Europa und kehrte 1840 wieder nach Leipzig zurück. Dort absolvierte er eine zweite Lehre als Stahlstecher. 1846 machte er sich selbstständig und betrieb in der Zeitzer Straße 9 eine Stahlstichwerkstatt. Eltzner spezialisierte sich auf die Darstellung von Stadtansichten aus der Vogelperspektive. Seine Vogelschauen auf der Grundlage von Stadtplänen und Stadtgrundrissen erschienen vor allem in der Illustrirten Zeitung und im illustrierten Familienblatt Die Gartenlaube. Seine Stahlstiche gab meist die Kunstanstalt von Albert Henry Payne (1812–1902) heraus.
Von Eltzner sind Vogelschaubilder von zahlreichen Städten nachweisbar, z. B. von Hamburg, Bremen, Hannover, Kassel, Stettin, Augsburg oder Nürnberg. Vom Leipziger Stadtbild schuf er Vogelschaubilder, Panoramaansichten und über 200 kleine Veduten (vor allem kolorierte Federzeichnungen und Aquarelle) von Stadtquartieren, Plätzen und Gebäuden und wurde so zu einem exakten Stadtchronisten der zweiten Hälfte des 19. Jahrhunderts. Seit Mitte der 1850er Jahre war er zunehmend auch als Fotograf tätig.
Er wurde im Eltznerschen Erbbegräbnis in der I. Abteilung (Nr. 12) des Neuen Johannisfriedhofs beerdigt.

## Werk (Auswahl)
- Panorama von Leipzig, gezeichnet von Eltzner, gestochen von Friedrich Salathé, Lithografie, 1846
- Ansicht von Hamburg, Holzstich, 1849
- Bremen aus der Vogelperspektive, Lithografie, 1849/1851
- Vogelschaubild von Leipzig, kolorierter Stich, 1850
- Altes Rathaus und Markt von Leipzig, Stahlstich, 1850
- Blick von Westen auf Hannover, Stahlstich (Vogelschau), 1851[1]
- Blick auf die Katholische Kirche von Leipzig, Zeichnung, um 1850 (?)
- Dresden vom Ballon gesehen, gezeichnet von Heinrich Walter, gestochen von Eltzner, kolorierte Lithografie, 1852
- Panorama des Augustusplatzes in Leipzig mit dem Neuen Theater, Museum und Augusteum, Lithografie, um 1860
- Vogelschaubild von Stettin, gezeichnet von Eltzner, Stahlstich, 1860

## Bildwerke (Auswahl)

Auswahl
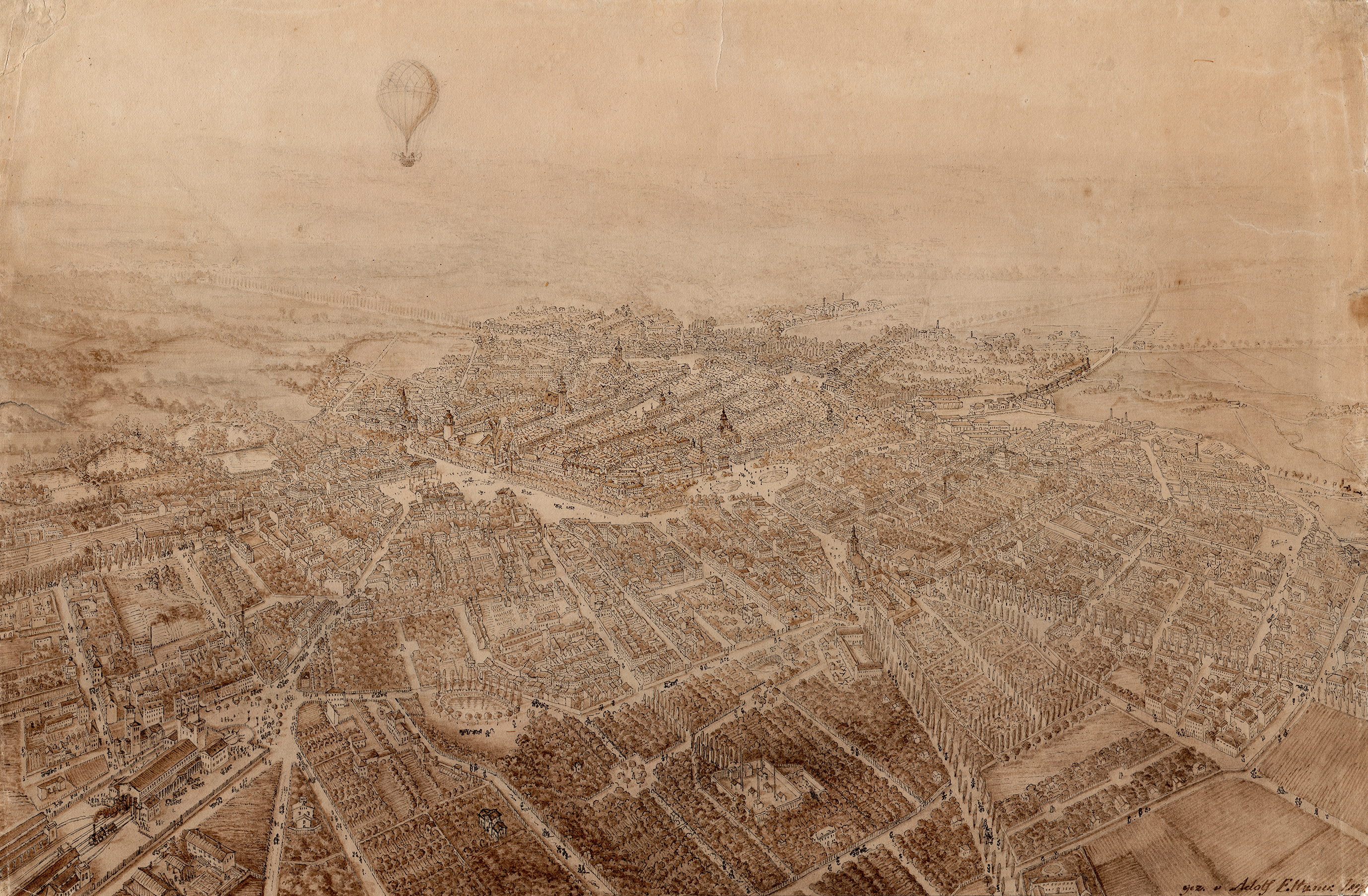
Leipzig um 1848, Federzeichnung
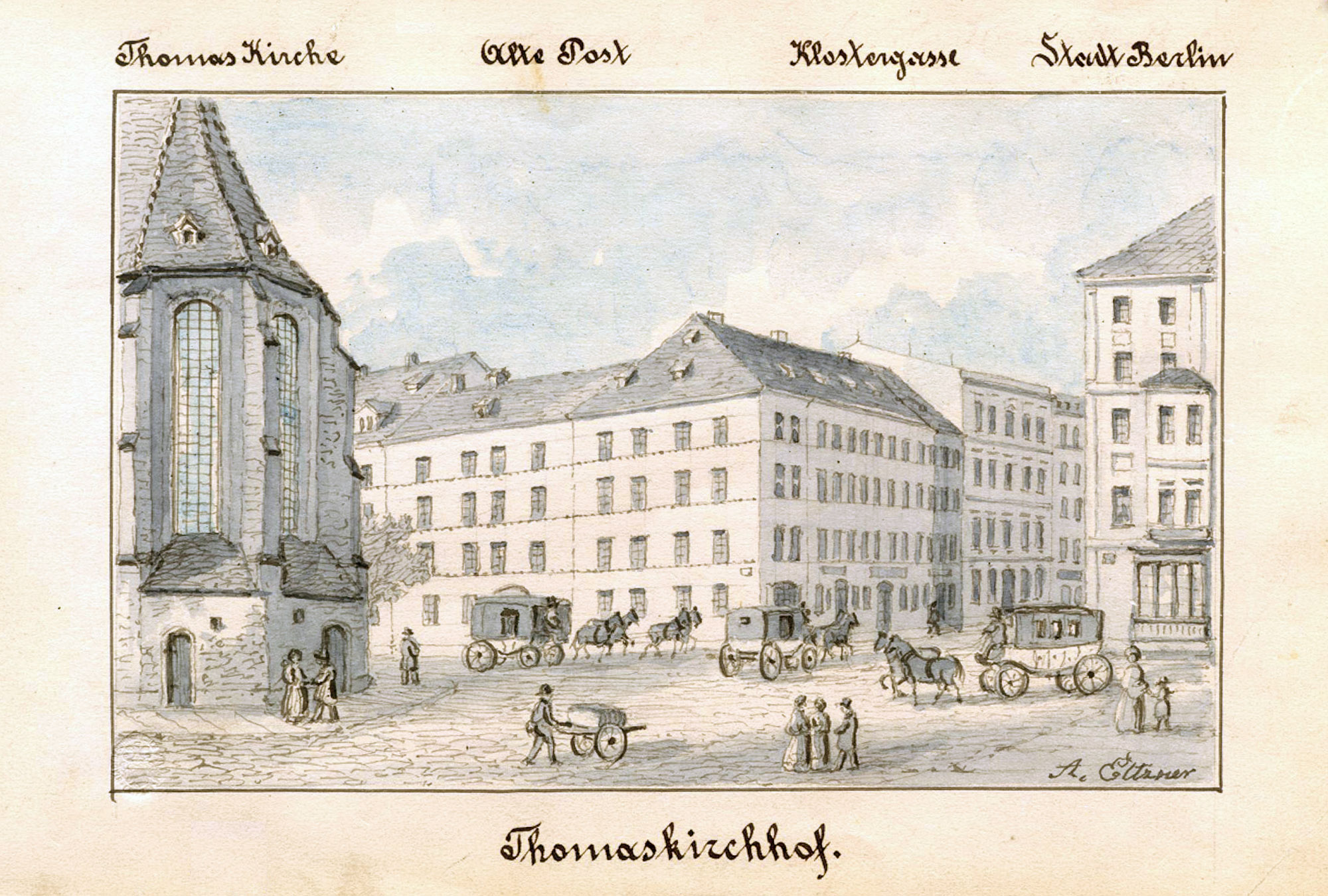
Thomaskirchhof in Leipzig, um 1850
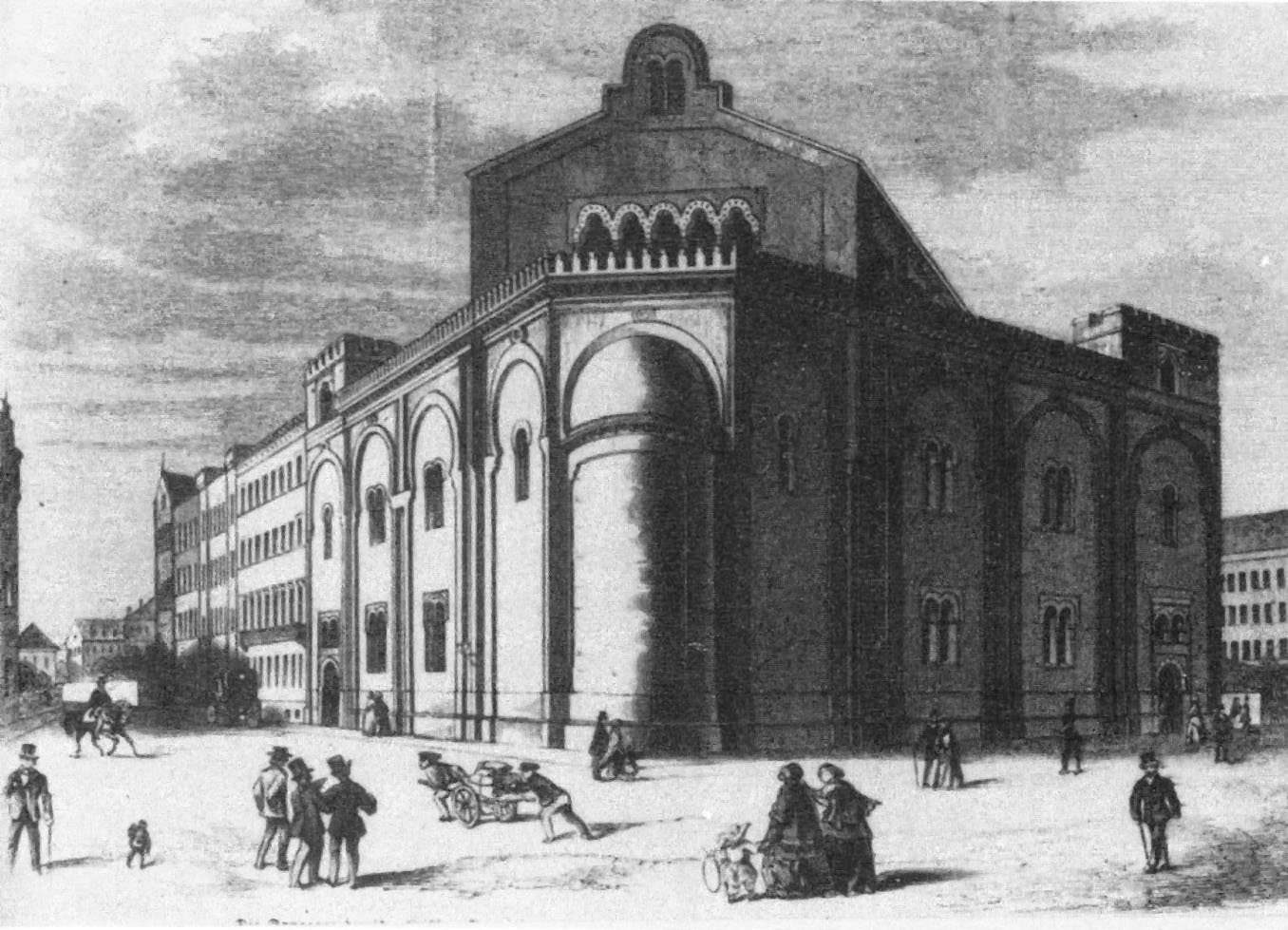
Alte Synagoge in Leipzig, Gottschedstraße, 1850
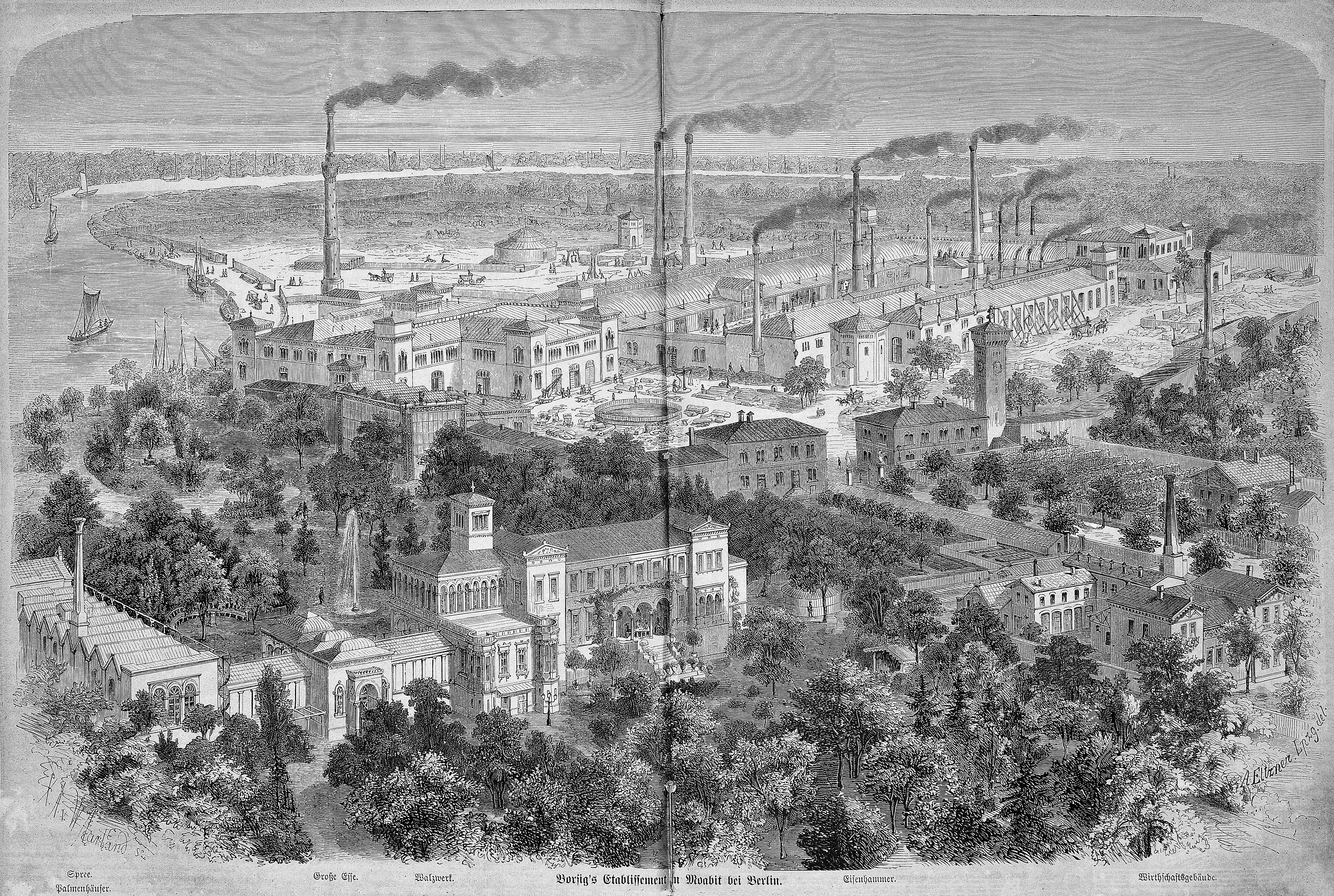
Borsig’s Etablissement in Moabit bei Berlin, 1867
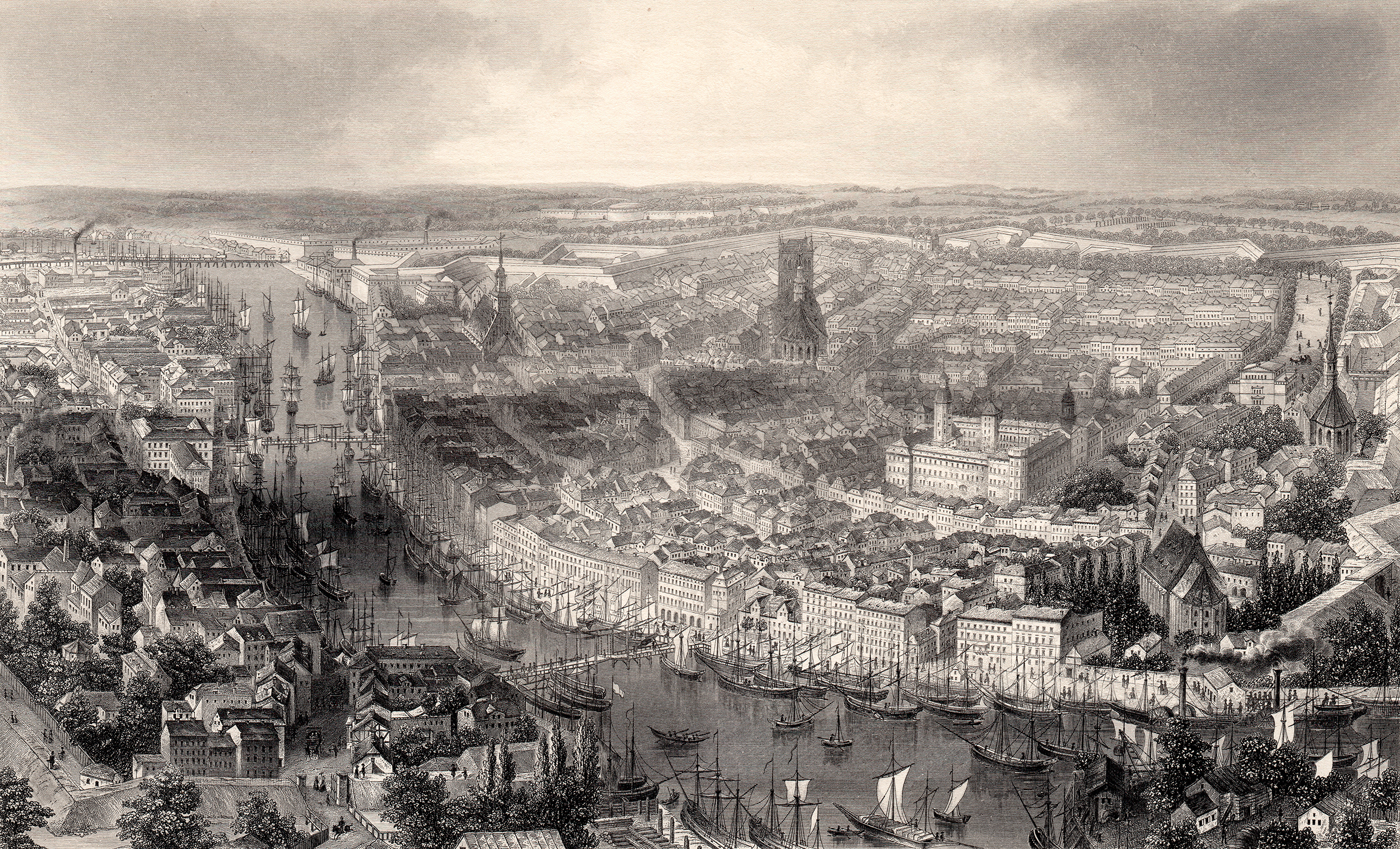
Panorama von Stettin in Leipzig, vor 1880
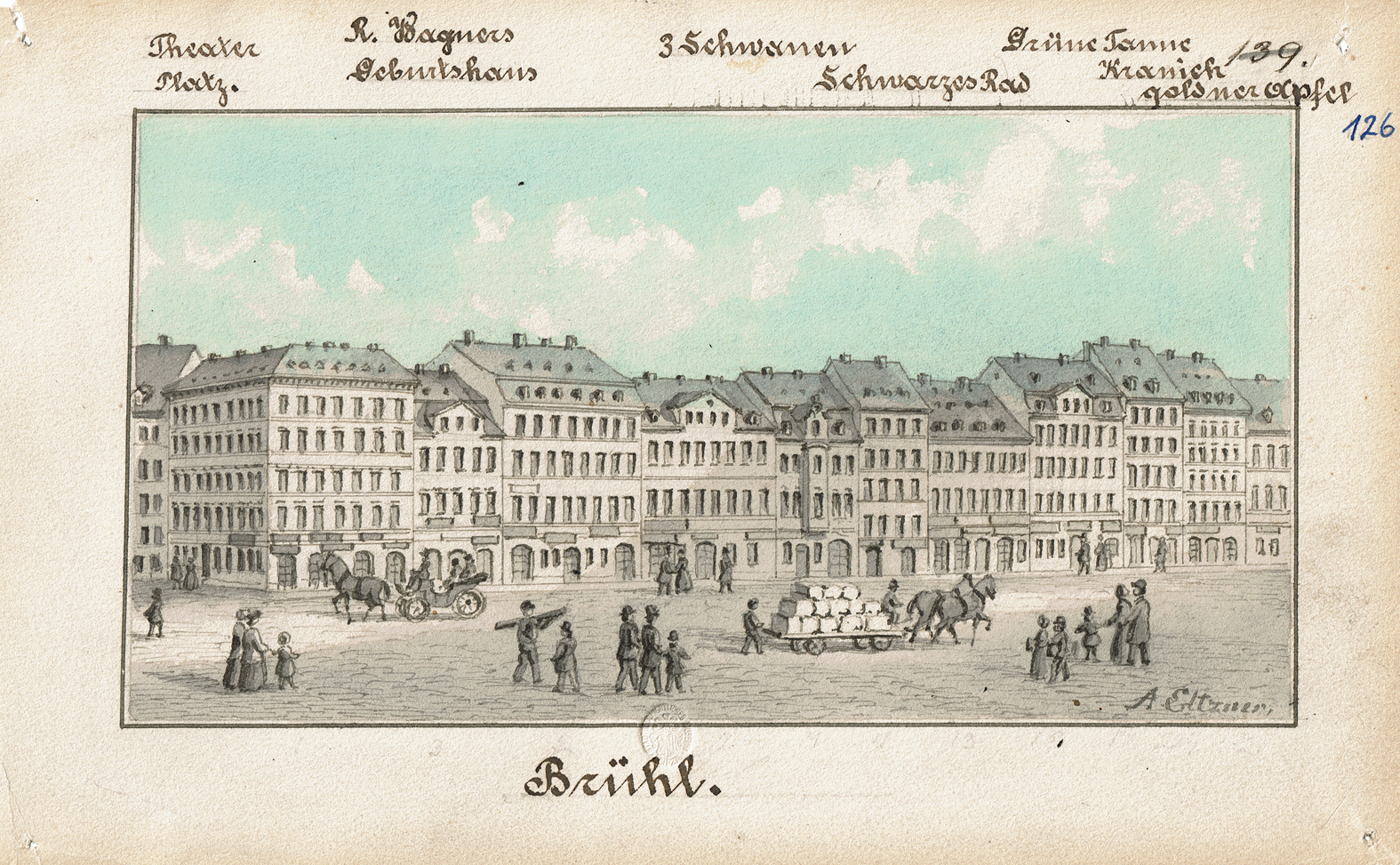
Brühl in Leipzig, vor 1880